# Brujas (telenovela)
Brujas es una telenovela chilena creada por Néstor Castagno y emitida por Canal 13 desde el 7 de marzo hasta el 14 de septiembre de 2005. Es protagonizada por Carolina Arregui, Jorge Zabaleta y María Elena Swett.

## Argumento
Esta es la historia de una hermosa mujer de origen humilde llamada Beatriz González (Carolina Arregui), quien logró ascender al convertirse en la primera profesional del servicio destacada de la agencia Ángeles, empresa líder en ofrecer mujeres especializadas en atender las labores de un hogar. Fue ahí donde Beatriz conoció al amor de su vida, un hombre apuesto e inteligente llamado Vicente Soler (Osvaldo Laport), quien es dueño de la empresa e hijo de Rebeca Márquez (Silvia Santelices), una dama muy altanera y prejuiciosa.
Tras la promoción de cinco profesionales destacadas, Vicente invita a las seleccionadas a pasar una noche en un lujoso hotel de Santiago de Chile. Al día siguiente, Vicente amanece muerto a causa de un infarto producido aparentemente por tener relaciones sexuales, lo cual le estaba contraindicado.
Beatriz, con el corazón destrozado pero con una actitud completamente celosa y prepotente en busca de venganza, hereda el puesto de su amado como la nueva jefa de la agencia para desafiar a Rebeca y estar más cerca de sus rivales. Además, contrata a Dante Ruiz (Jorge Zabaleta), un joven vividor y todo un hábil jugador en el ámbito del póquer y las apuestas sin nada que perder, para que investigue a las profesionales y las seduzca, con el único fin de descubrir quién estaba junto a Vicente la noche de su muerte. Las cinco sospechosas de tan terrible crimen son Noelia Fuentes (Lorena Capetillo), una chica soñadora e inocente que sueña con encontrar a un Príncipe Azul; Gretel Schmidt (Íngrid Cruz), una mujer correcta de ascendencia alemana que esconde un gran secreto que perjudicaría su vida ordenada; Candelaria Pérez (Elvira López), una mujer muy sabrosa que busca la fama debido a su gran talento como bailarina; Mariana Carvajal (Antonella Ríos), una joven morena muy coqueta que atrae a los hombres a su voluntad; y la principal de todas las sospechosas, Cassandra García (María Elena Swett), una joven rubia sensual y demasiado ambiciosa que está dispuesta a todo con tal de alcanzar una mejor posición laboral y social. Dante deberá relacionarse con las cinco e integrarse en el mundo de estas profesionales. 
En un principio, Dante se encuentra bastante empeñoso en cumplir sus objetivos de encontrar a la sospechosa con quien estuvo Vicente antes de morir, pero conforme avanza la historia, él se encuentra enfrentado al amor de dos mujeres: una de ellas responde el nombre de Cassandra y en la otra cara de la moneda está la mismísima Beatriz. El jugador tendrá que apostar su propio destino para tomar una decisión importante a la hora de elegir con cuál de ellas pueda quedarse.
Cuando Dante conoce mejor a Cassandra, lo que antes era más bien de una simple y cálida amistad, se convierte casi al instante en todo un apasionado y ferviente romance, por lo que ambos están dispuestos a luchar contra todo y contra todos con tal de lograr estar juntos; mientras que la relación entre él y Beatriz es muy conflictiva desde el primer día en que se conocen, pero pronto evoluciona hacia una atracción mutua, a tal grado de que protagonizan un amor digno de una novela. Sin embargo, ninguna de las dos bellas pretendientes sospecha que Dante es el hijo perdido de Vicente; ni siquiera el jugador lo sabe tampoco.

## Historia
Dante, en su vicio, durante una partida de póquer, apuesta la casa de Humberto, a quién considera su padre, perdiéndola. Antes de que Humberto y Mercedes, su sirvienta y madre de Dante, sean expulsados de la casa, Beatriz compra la casa y obliga a Dante a que siga trabajando para ella.
Beatriz descubre que Vicente tuvo un hijo y trata de destruir a Rebeca, su perversa suegra, haciendo que Jason, el popular miembro de la familia de los Sa-Sá, simule ser el hijo perdido de Vicente. Jason asume el poder en Ángeles, sin embargo, Cassandra descubre toda la estafa, por lo que Jason debe renunciar. Beatriz logra encontrar a la madre del hijo de Vicente, Raquel, la cual posteriormente confiesa que Vicente no es hijo del marido de Rebeca.
Rebeca se reencuentra con Humberto, su amor de la juventud, y finalmente se casa, pero Beatriz contrata a un estafador para que aparente ser el juez, por lo que el matrimonio no es válido. En tanto, Rebeca, para molestar a Beatriz, contrata a Dante como Gerente General de la empresa. Cassandra de a poco comienza a enamorarse de Dante, al igual que Beatriz.
Beatriz le ofrece a Dante que le devolverá la casa de Humberto con la condición de que ambos se casen y vivan durante 6 meses sin posibilidad de divorcio. En ese minuto, el fantasma de Vicente Soler comenzará a aparecer para aconsejar a Dante, el cual acepta la propuesta de matrimonio. Si bien Cassandra, que está embarazada, hace todo lo posible para que la única persona que ha amado realmente no se case, Dante acepta y se convierte en el esposo de Beatriz, la cual posteriormente también da a conocer que se encuentra embarazada.
Beatriz al enterarse de que estaba embarazada decide romper el contrato que había firmado con Dante al minuto de casarse y le devuelve la casa de Don Humberto y echó a Dante de la casa porque piensa que Dante no está enamorado de ella y no quiere que su hijo crezca en un ambiente de manipulación y desamor. Dante al irse de la casa de Beatriz se da cuenta de que esta realmente enamorado de ella y decide volver a su casa con su mujer y su hijo dejando de lado a Cassandra que se había ido a vivir a la casa de Humberto para estar con él.
Raquel revela que Vicente era hijo de Humberto, a pesar de que Rebeca trata de evitar que esto se sepa. Al enterarse, Beatriz confiesa que ella hizo que el matrimonio entre Rebeca y Humberto fuese falso, por lo que Humberto decide separarse de Rebeca al enterarse del engaño. Esta última, indignada, promete vengarse de Beatriz y arruinar su propio matrimonio con Dante. Luego de una pelea de Rebeca con Raquel, esta última confiesa que Vicente Soler es hijo de Humberto y que Rebeca lo ocultó durante muchos años, lo que indigna a Humberto terminando definitivamente la relación con la dueña de "Ángeles".
Como forma de destruir finalmente a Beatriz, Rebeca decide nombrar a Cassandra como dueña de la empresa. En tanto, Mercedes no soporta la presión y le confiesa a Humberto que Dante es su nieto y que ella no es su verdadera madre. Tras el descubrimientos de unos videos que la incriminan, la misma Mercedes le asegura a Beatriz y a Dante que ella fue la que se acostó con Vicente, la noche de su muerte.
Luego de muchos sucesos, se produce un matrimonio múltiple entre las cuatro restantes profesionales del servicio: Jason se casa con Gretel, su primo Byron se casa con Mariana a pesar del rechazo de su madre Marta, el doctor Luciano se casa con Candela, mientras que la cándida Noelia logra casarse con su príncipe soñado, Benjamín.
A un año de la muerte de Vicente, Dante asume como su sucesor en la ceremonia de graduación de las nuevas profesionales. Esa misma noche, en el mismo hotel en el que murió Vicente, Mercedes llega y le cuenta toda la verdad a Dante y a Beatriz. Mercedes le comunicó a Soler la existencia de su hijo, lo que hace que esté quede tan feliz que le da un infarto. En ese instante, Beatriz sufre contracciones y es llevada a la clínica por Mercedes, mientras Dante, queda en shock tras la noticia. Mientras Beatriz es llevada en ambulancia al hospital, Dante muere también de un ataque cardíaco. Su fantasma es llevado por el espíritu de Vicente Soler al hospital y ve cómo Cassandra da a luz a un niño al mismo tiempo que Beatriz tiene quintillizas. Finalmente, a pesar de la muerte de Dante, tanto Cassandra como Beatriz siguen peleando y las almas de Dante y Vicente protegen tanto a ambas mujeres como a los bebés.

## Elenco
- Carolina Arregui como Beatriz González.
- Jorge Zabaleta como Dante Ruiz Morales.[2]
- María Elena Swett como Cassandra García.
- Juan Falcón como Jason Estévez.
- Íngrid Cruz como Gretel Schmidt.
- Elvira López como Candelaria Pérez.
- Antonella Ríos como Mariana Carvajal.
- Lorena Capetillo como Noelia Fuentes.
- Silvia Santelices como Rebeca Márquez.
- Leonardo Perucci como Humberto Fontaine.
- Osvaldo Laport como Vicente Soler Márquez.[3]
- Solange Lackington como Marta «Martuca» Salinas.
- Loreto Valenzuela como Mercedes Salazar.
- Luis Gnecco como Leopoldo Quevedo.
- Alejandro Trejo como Gregorio «Goyo» Sánchez.
- Teresita Reyes como Irene León.
- Víctor Rojas como Jack «Don Jack» Salinas.
- Gabriela Medina como Elizabeth Donoso.
- Viviana Rodríguez como Josefina «Pepa» Altamirano León.
- Guido Vecchiola como Benjamín Rivas.
- Julio Milostich como Fabián Mainardi.
- Elena Muñoz como Hilda Cruz.
- Paula Sharim como Angelina Contreras.
- Remigio Remedy como Enrique Monárdez.
- Magdalena Max-Neef como Montserrat Contreras.
- Gabriel Prieto como Emilio Arriagada.
- Carmen Gloria Bresky como María Inés «Nené» Fontecilla.
- Fernando Gómez-Rovira como Manuel Arriagada Contreras.
- Héctor Morales como Byron Sánchez Salinas.
- Antonia Santa María como Sharon Janet Sánchez Salinas.
- Mariana Derderián como Macarena Andrea Altamirano León.
- Nicolás Poblete como Luciano Mainardi.
- Gabriel Sepúlveda como José Tomás Contreras.
- Muykuay Silva/Ivanna Tapia como Anastasia Mainardi Fontecilla.
- Salvador Sacur como Sebastián Arriagada Contreras.
- María Elena Duvauchelle como Raquel Morales.
- Aldo Bernales como «Chueco» Carmona.
- Verónica Santiago como Luz María.
- María Olga Matte como Javiera.
- Alfredo Allende como Pablo «Cocoliso» Ossa.

## Equipo
- Productora ejecutiva: Verónica Saquel
- Autor: Néstor Castagno
- Libretista(s): Daniella Castagno, Marcelo Castañón, Claudia Villarroel, Sergio Díaz, Ricardo Tamayo
- Director general: Guillermo Helo
- Productora general: Marisol Morales
- Director: Ítalo Galleani
- Productor: Javier Goldschmied
- Arte: Carlos Leppe
- Fotografía: Eduardo Alister
- Editor: Soledad Rojas

## Emisión internacional
- Argentina: Canal 13.[4]
- Costa Rica: Teletica.
- Ecuador: Teleamazonas
- El Salvador: Canal 4.
- Estados Unidos: Latinoamérica Televisión.
- Israel: Viva Platina.
- Panamá: TVN.
- Perú: Panamericana Televisión.
- Rusia: TNT.
- Uruguay: Canal 10.
- Venezuela: RCTV.

## Banda sonora
1. Pedro Foncea - Brujas (Tema principal)
2. Michael Bublé - Feeling Good (Tema de Don Humberto enamorado y con Mercedes)
3. Kalimba - No me quiero enamorar (Tema de Dante y Beatriz)
4. David Civera (Team Mekano) - Que la detengan (Tema de Beatriz)
5. Juanes - Volverte a ver (Tema de Gretel y Jason)
6. Azúcar Moreno - Él (Tema incidental de Beatriz)
7. Ricardo Montaner - Tengo verano (Tema de Jason)
8. El Símbolo - Muévete así (Vicio) (Tema de Mariana)
9. Daddy Yankee - La gasolina (Tema de Byron)
10. Raffaella Carrà - Yo no sé vivir sin ti (Tema de baile de Candela)
11. Joaquín Sabina - Y nos dieron las 10 (Tema de Fabián)
12. Myriam Hernández - Leña y Fuego (Tema de Candela)
13. Álex Ubago - Cuanto antes (Tema de Gretel y Enrique)
14. Miguel Bosé - Teorema (Señora es usted) (Tema de Leopoldo cuando piensa en Beatriz)
15. Carlos Vives - Voy a olvidarme de mi (Tema de Marta y Gregorio Sa-sá)
16. María Isabel - Antes muerta que sencilla (Tema de las 5 Profesionales del Servicio)
17. Myriam Hernández - Mío (Tema de Beatriz cuando extraña a Dante)
18. La Sociedad - Quiero (Tema de Mariana y Byron)
19. Alejandro Sanz - Tu no tienes alma (Tema de Josefina "Pepa")
20. Aldo Ranks - Mueve mami (Tema de Sharon Janet)
21. Daddy Yankee - Lo que Pasó Pasó (Tema incidental)
22. Laura Canoura - Casandra (Tema de Casandra)
23. Chayanne - Caprichosa (Tema de Casandra y Dante)
24. Azul Caribe - Con las manos arriba (Tema incidental)
25. Kudai - Sin despertar (Tema de Manuelito)
26. Ricardo Arjona - Mujeres (Tema incidental)
27. Los Tigres del Norte - La manzanita (Tema de Doña Irene y Don Jack)
28. Belinda - Vivir (Tema de Macarena)
29. Cristian Castro - Te buscaría (Tema de Angelina y Enrique)
30. Alejandro Sanz y Lena Burke - Tu corazón (Tema de Noelia y Benjamín)
31. Sin Bandera - Mientes tan bien (Tema de Casandra y Dante enamorados)
32. Marta Sánchez - Profundo valor (Tema de Beatriz cuando esta triste)
33. La Sonora de Tommy Rey - Los domingos (la peineta) (Tema en las fiestas de la Familia Sa-sá)
34. Juanes - Camisa negra (Tema de Jason)

## Versiones
- Las profesionales, a su servicio: Adaptación colombiana emitida por Caracol Televisión en 2006 y protagonizada por Aura Cristina Geithner, Diego Cadavid y María Adelaida Puerta.